# 抵抗溶接
抵抗溶接（ていこうようせつ）とは、溶接したい母体（鋼板など）に電流を流しジュール熱を発生させ、その母体を溶解させ、それと同時に加圧することによって接続する溶接方法。この方法を応用した溶接法に、スポット溶接、 シーム溶接がある。
熱量は以下の式であらわすことが出来る。
熱量＝0.24I2Rｔ
式中の各値の意味。
- I：電流値（単位アンペア）
- R：抵抗値（単位オーム）
- t：電流を流した時間（単位秒）
- 熱量：発生する熱量（単位カロリー。単位をジュールで計ると式中の0.24が消え、右辺は単に I2Rｔ となる。）